# 장수만
장수만(張秀萬, 1950년 10월 27일 ~ , 부산)은 대한민국의 공무원이다. 

## 학력
- 경남고등학교
- 고려대학교 경제학 학사 및 석사
- 브라운 대학교 경제학 석사

## 경력
- 1974년 : 원호처 근무
- 1976년 : 경제기획원 조사통계국 근무
- 1979년 : 경제기획원 조정국 관리분석과, 조정제1과, 보건사회예산담당실 근무
- 1987년 : 경제기획원 정책조정국 산업제3과장
- 1989년 : 경제기획원 사회개발계획과장
- 1991년 : 국제부흥개발은행 근무
- 1994년 : 경제기획원 정책조정국 조정제1과장
- 1996년 : 재정경제원 증권업무담당관, 증권제도담당관, 정책조정과장
- 1997년 : 재정경제원 종합정책과장
- 1999년 : 재정경제부 공보관
- 2000년 : 주 뉴욕 재경관, 재정경제부 국제세미나준비기획단장
- 2004년 : 부산.진해경제자유구역청장
- 2007년 : 제17대 대통령직인수위원회 경제제1분과위원회 전문위원
- 2008년 : 조달청장
- 2009년 : 국방부 차관
- 2010년 : 방위사업청장